# Gustav Köhler (Historiker)
Gustav Adolph Köhler (* 1806; † 13. Februar 1865 in Berlin) war ein deutscher Historiker, Schriftsteller, Jurist, Vizepräsident der Oberlausitzischen Gesellschaft der Wissenschaften, Ritter des Herzoglich Sachsen-Ernestinischer Hausordens und korrespondierendes Mitglied verschiedener wissenschaftlicher Gesellschaften.

## Biographie
Gustav Köhler war der zweite von drei Söhnen des Schönbrunner evangelischen Pastors Georg Hermann Friedrich Köhler. Er ging zwischen Oktober 1818 und Ostern 1825 auf das Görlitzer Gymnasium. Bis 1828 studierte er Jura in Halle und in Breslau. Er absolvierte sein Examen als Auskultator und 1831 als Referendar. Er verwaltete dann mehrere Justiziariate in der Görlitzer Umgebung. Am 9. Juni 1831 starb der Vater des damals erst 8-jährigen Theodor Neumann. Köhler nahm ihn als Pflegesohn an. Neumann würde bis 1843 sein Ziehsohn bleiben, aber in diesem Jahr begann sein Studium in Breslau. Köhler gab ihm ein hervorragendes Zeugnis auf den Weg.
Köhler war seit dem 11. Juli 1832 Mitglied der Oberlausitzischen Gesellschaft der Wissenschaften. Zu einem unbekannten Zeitpunkt, vielleicht gleich zu Anfang, wurde er ihr Ehrenmitglied.
1833 wurde Köhler zum Stadt- und Polizeirat gewählt. Als solcher dirigierte er die Polizeiverwaltung bis 1858 unter den Bürgermeistern Gottlob Ludwig Demiani und Gottlob Jochmann. Dabei erweiterte er seine juristischen Kenntnisse und wurde ein Kenner der Geschichte der Stadt und Umgebung.
1848 war er Mitglied der Preußischen Nationalversammlung, wobei er auf der Seite der liberalen Partei von Rudolf von Auerswald stand.
1849 wurde Köhler Vizepräsident der Oberlausitzischen Gesellschaft der Wissenschaften. Dieses Amt gab er am 20. April 1857 ab. Stattdessen übernahm er das Sekretariat, nachdem Theodor Neumann, der vorherige Sekretär, verstorben war. Für die Gesellschaft schrieb Köhler viele hilfreiche Beiträge über die Lausitzer Geschichte, wobei er auch selbst unermüdlich forschte.
Köhler war mit Gotthelf Neumanns Tochter bzw. Theodor Neumanns Schwester verheiratet.
Mit Auerswald in Kontakt geblieben zog Köhler 1859 nach Berlin und wurde von ihm zur Mitarbeit für die Sternzeitung bewegt. Nach der Wahl Bismarcks zum Ministerpräsidenten wurde diese Zeitung eingestellt, also arbeitete Köhler danach für die Leipziger Allgemeine, die Schlesische Zeitung und mehrere Berliner Zeitungen.
Im Herbst 1862 erkrankte Köhler an Typhus, was zu einer Lähmung eines seiner Beine führte. Eine Gefäßentzündung und infolgedessen ein Lungeninfarkt führten letztlich zu seinem Tod am 13. Februar 1865 in Berlin.

## Schriften
als Autor
- Der Bund der Sechsstädte der Ober-Lausitz: eine Jubelschrift. Görlitz 1846. 1
- Zur Geschichte der Buchdruckerei in Görlitz: eine Festschrift. Görlitz 1840. 2
- Kurzer Bericht über die Thätigkeit der Preussischen National-Versammlung. 1849.

als Herausgeber
- Neues Lausitzisches Magazin, Bände 34 und 35. Görlitz 1858–1859.
- Scriptores rerum Lusaticarum, Neue Folge 1. Görlitz 1839.